# Станчак, Вадек
Вадек Станчак (фр. Wadeck Stanczak, настоящее имя Вадек Жан Андре Станчак фр. Wadek Jean André Stanczak; род. 30 ноября 1961, Арпажон, Франция) — французский актер польского происхождения. 

## Биография
Родился в семье иммигрантов из Польши, в детстве первоначально занимался тхэквондо. Зрители узнали актёра после его участия в фильме «Вне закона» Андре Тешине, вскоре Станчак снялся в и другом фильме Тешине — «Свидание». Роль в «Свидании» принесла Станчаку премию «Сезар» (1986) как самому многообещающему актёру. 
Он снова снялся в фильме Тешине «Место преступления», на сей раз исполнив главную роль. В этом фильме партнёршей Станчака была Катрин Денев. У Оливье Ассаяса в фильме «Беспорядок» Станчак также получил главную роль. 
Как позднее признавал актёр, затем в его карьере началась «темная полоса», которую он пытался преодолеть. Станчак снялся в ряде коммерческих фильмов, в основном неудачных. Фильм «Химера» режиссёра Клэр Девер, где Станчак играл с Беатрис Даль, был плохо оценён на Каннском фестивале . К началу 1990-х годов Станчак стал меньше сниматься в кино. В 1991 году он начал работу в фильме Марсель Карне, надеясь добиться успеха, однако проект был остановлен на восьмой день из-за отсутствия денег. В фильме «Возвращение Казановы» Станчак играл соперника знаменитого авантюриста, роль которого исполнил Ален Делон. С конца 1990-х годов Станчак активно работал в театре и на телевидении.